# 荒舘村
荒舘村（あらたてむら）は福島県北会津郡にあった村。現在の会津若松市北会津町中部・北部にあたる。

## 地理
- 河川：阿賀川

## 歴史
- 1953年（昭和28年）4月1日 - 荒井村・舘ノ内村が合併して発足。
- 1956年（昭和31年）5月1日 - 川南村と合併して北会津村が発足。同日荒舘村廃止。
- 2004年（平成16年）11月1日 - 北会津村が会津若松市に編入。

## 村長
- 牧原源一郎

## 交通

### 道路
現在は旧村域の北端を磐越自動車道が掠めるが、当時は未開通。

## 現在の町名
北会津町荒田、北会津町石原、北会津町和泉、北会津町今和泉、北会津町蟹川、北会津町鷺林、北会津町三本松（一部）、北会津町下荒井、北会津町十二所、北会津町舘、北会津町田村山、北会津町出尻、北会津町寺堀、北会津町中荒井、北会津町中里、北会津町白山、北会津町東麻生、北会津町二日町、北会津町ほたるの森、北会津町本多、北会津町真宮、北会津町宮袋、北会津町宮ノ下、真宮新町南一 - 四丁目、真宮新町北一 - 四丁目